# Alazanes de Granma
Uniformes
Alazanes de Granma est un club cubain de baseball évoluant en championnat de Cuba de baseball. Fondé en 1977, le club basé à Bayamo (Province de Granma), dispute ses matchs à domicile à l'Estadio Mártires de Barbados, enceinte de 10 000 places assises.

## Histoire
Les Alazanes ont remporté leur premier championnat national en balayant Los Tigres de Ciego di Avila en 4 parties en Janvier 2017.
Ils ont ensuite représenté Cuba à la Serie del Caribe 2017, s'inclinant en demi-finale face aux Águilas de Mexicali.